# Stora revet
Stora revet är en ö i Åland (Finland). Den ligger i Skärgårdshavet och i kommunen Kökar i landskapet Åland, i den sydvästra delen av landet. Ön ligger omkring 75 kilometer öster om Mariehamn och omkring 210 kilometer väster om Helsingfors.
Öns area är 13,5 hektar och dess största längd är 0,6 kilometer i nord-sydlig riktning.
Stora revet är en del av ändmoränen Salpausselkä och består därför huvudsakligen av sand och grus. Det är den sydöstligaste ön på en moränrygg som sträcker sig från Långskärs revet och Sandskär i nordväst via Örlandet, Sandskär, Sandskär, Västra och Östra Partuvan ner till Stora revet i sydöst.